# Onthophagus viviensis
Onthophagus viviensis là một loài bọ cánh cứng trong họ Bọ hung (Scarabaeidae).